# Ritratto di Carlo Rotta
Il Ritratto di Carlo Rotta è un dipinto realizzato da Giovanni Segantini per la quadreria della Ca' Granda di Milano: è ora esposto nel relativo museo.

## Storia
Il soggetto del dipinto è Carlo Rotta (1784-1855), fabbricante di sapone e padre di Giuseppe, benefattore dell'Ospedale che, in cambio della sua donazione, volle un dipinto anche per il padre e il moglie. Il consiglio dell'ospedale commissionò il dipinto l'8 ottobre 1896 e chiese per lettera a Segantini se fosse disponibile a realizzarlo; egli accettò, con l'obiettivo di consegnarlo entro il febbraio successivo. 
Arriverà nella Galleria dell'ospedale solo nell'agosto del 1898, dopo aver ottenuto il permesso di esporlo prima a Venezia e poi a Vienna. Essendo il Rotta morto da tempo, per il ritratto mandarono a Segantini a casa sua in Bregaglia uno dei suoi vecchi ritratti, ritenuto di scarso valore, e alcuni vestiti, per permettergli di capire le dimensioni. 

## Simbolismo
Il dipinto raffigura Rotta all'interno di uno studio, che è lo scrittoio di Segantini a Soglio, e che è al caldo, con una luce che gli illumina il volto: fuori, invece, c'è il freddo della notte invernale, e la luce dello scrittoio è collegata alla lanterna pubblica dell'ospedale Maggiore, che illumina la barella e soprattutto la colombina, simbolo della Ca' Granda. 